# Dilley
Dilley – miasto w Stanach Zjednoczonych, w stanie Teksas, w hrabstwie Frio.